# Finans Danmark
Finans Danmark, (tidligere kendt som Finansrådet) er en privat interesseorganisation for penge- og realkreditinstitutter, kapitalforvaltning, værdipapirhandel og investeringsfonde i Danmark. Dvs. realkreditinstitutter, banker, sparekasser, andelskasser og danske filialer af udenlandske banker.

## Historie
Finansrådet blev grundlagt 3. april 1990 ved sammenlægning af Den Danske Bankforening og Danmarks Sparekasseforening. Dette skete som en naturlig følge af, at nogle af de største medlemmer af de hidtidige foreninger fusionerede til Unibank. Pr. 22. december 2016 fusionerede det daværende Finansrådet med Realkreditrådet og Realkreditforeningen og skiftede således navn til Finans Danmark. 
Et lille halvt år senere fusionerede InvesteringsFondsBranchen, interesseorganisationen for udbydere af investeringsfonde og kapitalforvaltning, med det nye Finans Danmark. Kapitalforvalternes brancheorganisation fortsatte som afdeling i Finans Danmark under navnet Investering Danmark.

## Aktiviteter
Rådet har taget initiativ til Finanssektorens forening til støtte af et sundt og konkurrencedygtigt erhvervsliv.
Formandskabet bestående af formand og næstformand vælges hvert år på generalforsamlingen. I tiden, mens interesseorganisationen hed Finansrådet, var der tradition for, at formandsposten gik på skift mellem de to største banker Danske Bank og Nordea, men denne ordning stoppede, da realkredittens organisationer også indgik i organisationen.

## Formænd
- 2023-    Michael Rasmussen, Nykredit[5]
- 2020-2023 Carsten Egeriis, Danske Bank[4]
- 2016-2020 Michael Rasmussen, Nykredit
- 2016–2016 Peter Lybecker, Nordea
- 2013–2016 Tonny Thierry Andersen, Danske Bank
- 2011–2013 Michael Rasmussen, Nordea Bank Danmark
- 2009–2011 Peter Straarup, Danske Bank
- 2006–2009 Peter Schütze, Nordea Bank Danmark
- 2003–2006 Peter Straarup, Danske Bank
- 2000–2003 Peter Schütze, Nordea Bank Danmark
- 1997–2000 Peter Straarup, Den Danske Bank
- 1994–1997 Thorleif Krarup, Unibank
- 1991–1994 Knud Sørensen, Den Danske Bank
- 1990–1991 Steen Rasborg, Unibank